# 나리타 리사
나리타 리사（成田 梨紗,なりた りさ, 1991년 3월 1일 - ）는 여성 아이돌 그룹「AKB48」의 팀A의 졸업생이다.
도쿄도 출신. 제1기 AKB48 멤버 오디션에서 7024명중에서 선택된 24명 중 하나. GOLD STAR 소속.